# انقلاب 1954 في سوريا
الانقلاب العسكري في سوريا 1954، هو خامس انقلاب عسكري في البلاد منذ الاستقلال. أطاح بنظام أديب الشيشكلي ونظام الحزب الواحد الذي تزعمه. ويعتبر ثاني انقلاب سلم قادته العسكريون السلطة لمدنيين (بعد انقلاب سامي الحناوي في 1949)، لتزدهر بعده الفترة المعروفة باسم «ربيع الديموقراطية» 1954-1958. كما أنه الانقلاب الوحيد الذي بدأ من حلب.

## سير الأحداث
كان أديب الشيشكلي قد أطبق على البلاد عبر نظام الحزب الواحد. اندلعت احتجاجات 1953 الطلابية من حلب، فشكلت أولى بوادر تزعزع النظام. في 25 فبراير 1954، قام الجنرال فيصل الأتاسي مع الفرق العسكرية في حلب باعتقال الجنرال محمد تامر خان القائد العسكري للمنطقة الشمالية، وسيطر الجيش أيضًا على مباني هامة مثل مبنى الاتصالات ودار البلدية وإذاعة حلب، التي أذيع منها بيان باسم «إذاعة سوريا الحرة»، يدعو في جميع الفرق العسكرية في الجيش «للالتحاق بالثورة». قبل انتصاف الظهر كانت الوحدات العسكرية في اللاذقية ودير الزور وحمص ودرعا قد انضمّت للانقلاب ولم يبق في حوزة الشيشكلي سوى الفرق العسكرية في دمشق وريفها.
نتيجة المشاورات المكثفة التي عقدها الشيشكلي، ورغم إمكانية صموده ودفاعه عن العاصمة، إلا أنه في مساء 26 فبراير 1954 قدم استقالته حفاظًا «على الدم السوري، ووحدة الجيش السوري، ولمنع دخول البلاد في حرب أهلية»، وغادر دمشق برًا نحو بيروت بغطاء من قادة الانقلاب، ومنها انتقل إلى المنفى في الرياض أولاً ثم البرازيل.
في سوريا بموجب دستور الشيشكلي، تولّى مأمون الكزبري رئيس مجلس النواب الحكم مؤقتًا، إلا أن أقطاب الحياة السياسية وقادة الانقلاب فسخوا الدستور، وأعادوا العمل بدستور 1950 واعتبروا هاشم الأتاسي رئيسًا حتى نهاية ولايته الدستورية عام 1955.